# Opération Ocean Shield
Guerre contre le terrorisme
L’opération Ocean Shield (« Bouclier de l'Océan ») est une opération maritime de l'Organisation du traité de l'Atlantique nord (OTAN) au large de la corne de l'Afrique, succédant à l’opération Allied Protector. Elle débute officiellement le 17 août 2009 après avoir été approuvée par le Conseil de l'Atlantique nord et implique majoritairement des navires de l'United States Navy, bien que des navires d'autres pays participent à Océan Shield. Elle a pour but la protection des navires marchands de la mission du Programme alimentaire mondial en Somalie.
Elle contribue également à renforcer les marines et les garde-côtes des États régionaux afin d'aider à lutter contre les pirates somaliens. La république populaire de Chine et la Corée du Sud, cette dernière avec l'unité Cheonghae, ont par ailleurs envoyé des navires de guerre participer aux opérations,.
Cette mission doit s’arrêter fin 2014.

## Chronologie de l'opération

### Détournement du supertankerMaran Centaurus
Le dimanche 29 novembre 2009, le Maran Centaurus (de), un superpétrolier grec de 332 mètres de long et 300 294 tonnes avec 28 membres d'équipage (seize Philippins, neuf Grecs, deux Ukrainiens et un Roumain) est détourné par une dizaine de pirates à 585 milles nautiques au nord-est des Seychelles et une cargaison de 275 000 tonnes de pétrole brut d'une valeur de treize millions d'euros.
Il était parti de Djeddah en Arabie saoudite à destination de La Nouvelle-Orléans aux États-Unis. Une frégate de la marine grecque de la mission Atalanta suit le navire.
Un autre pétrolier grec parti du Soudan en destination de la république populaire de Chine a lui échappé à une attaque le 1er décembre 2009 au large d'Oman.
Le lundi 18 janvier, à Harardhere, le navire est relâché après versement d'une rançon de 5,5 à 7 millions de dollars entrainant des combats entre bandes rivales ayant fait au moins quatre tués (trois pirates, un civil somalien) et l'intervention d'hélicoptères des marines sur place pour empêcher que ceux-ci ne s'en prennent au pétrolier.

### Détournement du supertankerSamho Dream
Le pétrolier sud-coréen Samho Dream (de), un navire de 333 m de long de 319 360 t, transportant deux millions de barils de pétrole brut irakien à destination des États-Unis pour un montant de 170 millions de dollars avec 24 membres d'équipage a été détourné le 4 avril 2010. Selon les pirates, ils auraient reçu le 7 novembre 2010 une rançon de neuf millions de dollars, ce qui serait un record.

### Détournement du supertankerIrene SL
Le pétrolier Irene SL (en) de 319 247 t. battant pavillon grec et appartenant à un armateur britannique, qui se dirigeait vers les États-Unis avec 25 hommes d'équipage et 270 000 t de pétrole koweïtien, a été capturé par des pirates au large d'Oman le 9 février 2011. Il a été relâché le 8 avril 2011 contre une rançon estimée à treize millions de dollars.

### S/V Quest
Le 18 février 2011, le yacht S/V Quest avec quatre Américains faisant le tour du monde a été détourné à environ 440 kilomètres de la côte d'Oman. Le 22 février 2011, les quatre otages sont tués selon l'US Navy par leurs ravisseurs, deux pirates sont tués par arme blanche et arme à feu tandis que treize sont capturés lors d'une opération des Navy Seals qui trouvent les corps de deux autres pirates,.

## Navires déployés

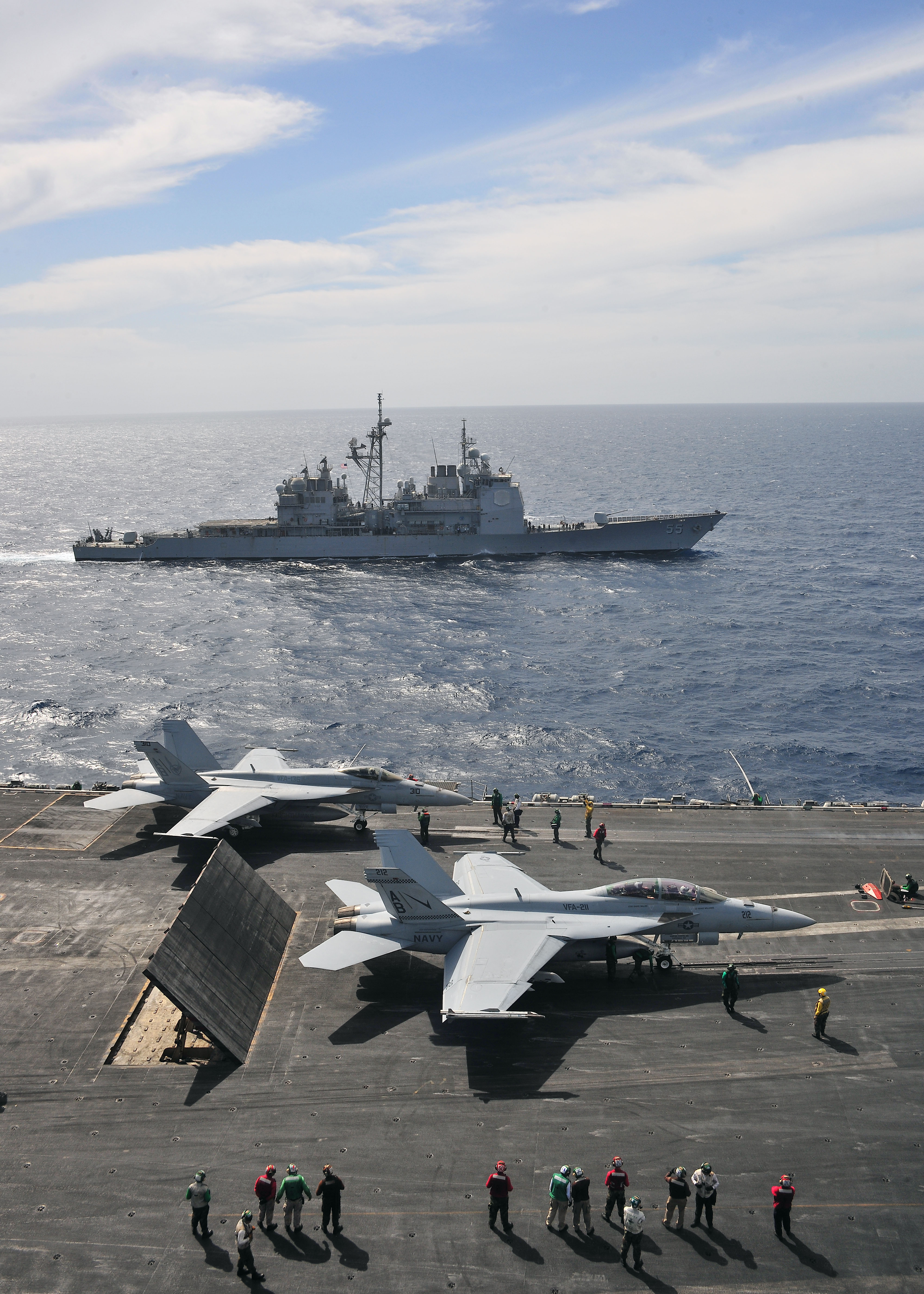
L'USS Leyte Gulf (CG-55) et l'USS Enterprise (CVN-65) en mer Rouge (mars 2011).

[Quand ?]
| Navire                                | Type              | Branche             |
| ------------------------------------- | ----------------- | ------------------- |
| USS Enterprise (CVN-65)               | porte-avions      | USN                 |
| USS Carl Vinson (CVN-70)              | porte-avions      | USN                 |
| USS Leyte Gulf (CG-55)                | croiseur          | USN                 |
| USS Bunker Hill (CG-52)               | croiseur          | USN                 |
| USS Farragut (DDG-99)                 | contre-torpilleur | USN                 |
| USS Bulkeley (DDG-84)                 | contre-torpilleur | USN                 |
| USS Sterett (DDG-104)                 | contre-torpilleur | USN                 |
| USS Donald Cook (DDG-75)              | contre-torpilleur | USN                 |
| USS Laboon (DDG-58)                   | contre-torpilleur | USN                 |
| USS Bainbridge (DDG-96)               | contre-torpilleur | USN                 |
| USS Stephen W. Groves (FFG-29)        | frégate           | USN                 |
| USS Kauffman (FFG-59)                 | frégate           | USN                 |
| USS Nicholas (FFG-47)                 | frégate           | USN                 |
| HMS Cornwall (F99)                    | frégate           | RN                  |
| HMS Chatham (F87)                     | frégate           | RN                  |
| HMS Montrose (F236)                   | frégate           | RN                  |
| HDMS Esbern Snare L17                 | navire de soutien | RDN                 |
| HDMS Absalon L16                      | navire de soutien | RDN                 |
| HNLMS Tromp (F803)                    | frégate           | RNN                 |
| HNLMS Zeeleeuw                        | sous-marin        | RNN                 |
| ITS Bersagliere (F584)                | frégate           | MM                  |
| ITS Libeccio (F572)                   | frégate           | MM                  |
| ROKS Chungmugong Yi Sun-Sin (DDH-975) | contre-torpilleur | ROKN                |
| ROKS Choi Young DDH-981               | contre-torpilleur | ROKN                |
| HMCS Fredericton FFH 337              | frégate           | RCN                 |
| NRP Vasco da Gama F330                | frégate           | MP                  |
| TCG Giresun F 491                     | frégate           | TN                  |
| PNS Babur (D182)                      | frégate           | PN                  |
| PLANS Chao Hu (FFG-568)               | frégate           | PLAN                |
| JDS Sazanami (DD-106)                 | contre-torpilleur | MSDF                |
| JDS Umigiri (DD-158)                  | contre-torpilleur | MSDF                |
| Hetman Sahaydatchniy (F130)           | frégate           | Marine ukrainienne. |